# Minerva Foods
Minerva Foods er en brasiliansk fødevarevirksomhed, der blev etableret i 1924 i Barretos, São Paulo. Virksomheden er specialiseret i handel med oksekød, læder, kvæg og kødproduktion. Det er Brasiliens næststørste producent af oksekød.
Minerva har 26 afdelinger til kødproduktion (11 i Brasilien, 3 i Paraguay, 2 i Uruguay, 1 i Colombia og 5 i Argentina).